# Понур
Понур — водонепроницаемое покрытие, часть флютбета, создаваемое в верхнем бьефе для удлинения пути фильтрации грунтовых вод и предохранения от размыва поверхностным потоком участка ложа реки, примыкающего к гидротехническому сооружению.
Различают жёсткие (железобетонные) и гибкие (из глинистого грунта, асфальта, полимерных материалов) понуры. Выбор типа понура обуславливается водопроницаемостью грунтов основания и экономическими соображениями. Обычно, в случае если грунт основания дна глинистый, оборудуется водонепроницаемый анкерный понур в виде железобетонной плиты с оклеечной или литой гидроизоляцией и с выпусками арматуры, заделываемой в анкерное сооружение. Для песчаных грунтов и супесей оборудуются грунтовые маловодопроницаемые понуры. Все виды понуров, за исключением бетонных, пригружаются грунтом, предохраняемым от размыва креплением в виде бетонных плит или каменной наброски.
Гибкие водонепроницаемые понуры проектируются литыми (из последовательно наносимых слоёв литого гидроизоляционного материала с прокладкой армирующей рулонной стеклотканью) или оклеечными (из рулонных гидроизоляционных материалов в несколько слоёв, перекрывая каждым последующим слоёв стык нижерасположенного слоя.
Бетонные понуры проектируются в виде плит с гидроизоляцией по напорной грани и уплотнением швов между плитами и между понуром и граничащими сооружениями.
При слабодеформируемых грунтах основания для плотин IV класса иногда применяются бетонные понуры без гидроизоляционного покрытия.
Длина понура принимается в пределах одного-двух напоров.